# Monchy Capricho
Ramón A. Javier Demorizi (* 6. Juli 1969 in Santo Domingo), bekannt auch unter seinem Künstlernamen Monchy Capricho, ist ein dominikanischer Sänger.
Monchy Capricho nahm als Kind an Freddy Beras Goicos Fernsehshow El Gordo de la Semana teil und gewann dann vor dreizehn weiteren Kandidaten einen von Luis Kenton veranstalteten Musikwettbewerb, der das Ziel hatte, eine international konkurrenzfähige Kinderband zu gründen. Mit dieser Grupo Mermelada nahm er Titel wie Super Robot, Angelito und Marielena auf, nahm an der Kinderveranstaltung America esta es tu cancion in Orlando/Florida teil und war in New York Gast in der Show del Mediodia. Auf Anregung seines Vaters wurde in dieser Zeit Bertico Sosa sein musikalischer Mentor.
Ende der 1980er Jahre verließ er Mermelada und gründete ein eigenes Orchester, mit dem er sein erstes Album Monchy & Orquesta Capricho (u. a. mit den Titeln Volvamos a Vivir, Recuerda, Nuestro Amor, Rodando, Siervo de Amor) aufnahm, Auftritte in Puerto Rico, Venezuela, Panama und mehreren Städten der USA hatte und erste Preise als „Entdeckung des Jahres“ gewann.
In den 1990er Jahren unterbrach er seine musikalische Laufbahn und lebte in den USA. Nach zehnjähriger Pause kehrte er 2008 in die Dominikanische Republik zurück und präsentierte sich erfolgreich mit der Merengue Mátala. An seiner Show zu seinem dreiundzwanzigjährigen Bühnenjubiläum 2010 nahmen Kollegen wie Sergio Vargas und Dary Dary teil. Im Programm De Extremo a Extremo trat er 2013 mit Manuel Alejandros Merengue-Version des Songs Porque me gustas a murir auf. Es folgten weitere Plattenproduktionen, darunter Rodando.